# Zebrias zebra
Zebrias zebra es una especie de pez de la familia Soleidae en el orden de los Pleuronectiformes.

## Distribución geográfica
Se encuentran desde las  costas de Tailandia hasta el sur del Japón, Filipinas, Borneo y Indonesia.